# Zherebets
El Zherebets (en ucraniano: Жеребець, literalmente, «semental») es un cuerpo de agua que discurre por Ucrania oriental. Es un afluente del Donets y fluye principalmente por las zonas occidentales del Dombás, incluyendo los distritos de Svátove, Severodonetsk y Kramatorsk. Tiene una longitud aproximada de 88 km y su llanura aluvial tiene una superficie de casi 1000 km².